# Edward Szmańda
Edward Stanisław Szmańda (ur. 1925 w Bydgoszczy, zm. 1998 w Bydgoszczy) – filolog, językoznawca, działacz społeczny, jeden z założycieli Bydgoskiego Towarzystwa Naukowego.

## Życiorys
Urodził się 9 sierpnia 1925 r. w Bydgoszczy. Był synem Romana, dysponenta i Cecylii z Wiśniewskich. Po ukończeniu szkoły powszechnej uczęszczał do Państwowego Liceum i Gimnazjum Męskiego im. Edwarda Rydza-Śmigłego w Bydgoszczy. Dalszą naukę uniemożliwił mu najazd Niemiec na Polskę we wrześniu 1939 r. Okupację niemiecką przetrwał w Bydgoszczy jako uczeń spedytorski w przedsiębiorstwie przewozowym. Po śmierci ojca utrzymywał matkę i czterech młodszych braci. W lutym 1945 r. zapisał się do II klasy gimnazjum, jednak już w kwietniu tego roku został powołany do odbycia zasadniczej służby wojskowej. W wojsku na kursach wieczorowych złożył tzw. małą maturę.
Po powrocie z wojska w 1947 r. uczęszczał do I Liceum Ogólnokształcącego, gdzie złożył egzamin dojrzałości w 1948 r. Od 1949 r. pracował w Pomorskiej Spółdzielni Pracy „Autotrans”. W latach 1948–1952 odbył studia na kierunku filologia polska na Uniwersytecie Mikołaja Kopernika w Toruniu. W 1953 r. brał udział w pracach językowo-badawczych powadzonych przez UMK na zlecenie PAN w Warszawie. W 1958 r. został zatrudniony w Bydgoskim Towarzystwie Naukowym. Dodatkowo w latach 1960-1966 pracował jako bibliotekarz i kierownik Oddziału Rękopisów w Miejskiej Bibliotece Publicznej w Bydgoszczy, a następnie jako kierownik sekretariatu (biura) w Bydgoskim Towarzystwie Naukowym. Od 1972 r. kierował Ośrodkiem Informacji w bydgoskiej fabryce „Telkom – Telfa”. Zmarł 10 maja 1998 r. w Bydgoszczy.

### Działalność społeczna i naukowa

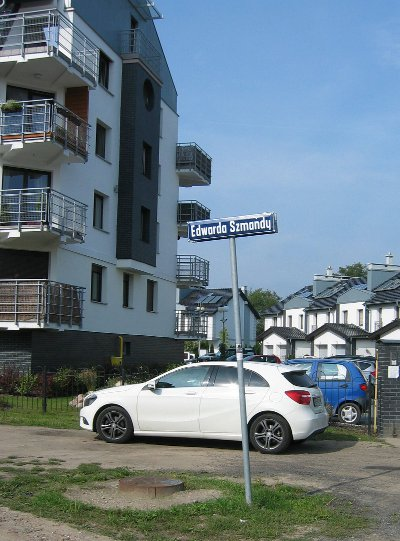
Tablica z nazwą ulicy Edwarda Szmańdy w Bydgoszczy

Edward Szmańda czynnie uczestniczył w życiu społecznym i kulturalno-naukowym miasta Bydgoszczy. Przez szereg lat pełnił funkcję prezesa w bydgoskim Kole Towarzystwa Miłośników Języka Polskiego. Wybierany był do Zarządu Głównego i prezydium tego Towarzystwa. Uczestniczył w akcjach odczytowych, konferencjach i sesjach naukowych poświęconych tematom językoznawczym. Od maja 1958 działał na rzecz utworzenia Bydgoskiego Towarzystwa Naukowego. Zasiadał w Zarządzie Tymczasowym (1959) i Komisji Statutowej mającego powstać towarzystwa. Należał do grupy członków założycieli BTN. W latach 1959–1962 wchodził w skład zarządu BTN i pełnił w nim funkcję skarbnika. W kolejnych kadencjach był członkiem zarządu (1962-1965,1965-1969). Udzielał się w Komisji Języka i Literatury, W okresie 1965–1969 był jego wiceprzewodniczącym.
W 1955 r. trwałe związał się z Towarzystwem Miłośników Miasta Bydgoszczy. Kilkakrotnie wybierano go do władz tego towarzystwa. Przez szereg lat był sekretarzem TMMB. W 1983 r. zaliczony zestal w poczet członków honorowych. Opublikował wiele prac i artykułów poświęconych przeszłości Bydgoszczy i jego wybitniejszym mieszkańcom na łamach „Kalendarza Bydgoskiego”, „Kronik Bydgoskich”, w „Bydgostianach” oraz w prasie codziennej. Współpracował z redakcją Polskiego Słownika Biograficznego. Na jego łamach ogłosił kilka biogramów zasłużonych bydgoszczan.
Jest autorem książki "Język jako przejaw kultury społecznej".

### Rodzina
Od 1964 r. pozostawał w związku małżeńskim z Gabrielą Marią z d. Kowalewską.

## Odznaczenia i upamiętnienie
- Medal Wolności (1947),
- Odznaka Grunwaldzka (1947),
- Odznaka honorowa „Bydgoszcz Zasłużonemu Obywatelowi” (1964).

Pośmiertnie, w dowód uznania za pracę społeczną i naukową, nazwano w 2014 r. jego imieniem i nazwiskiem ulicę w Bydgoszczy